# Micriscadia
Micriscadia is een geslacht van vlinders van de familie visstaartjes (Nolidae), uit de onderfamilie Chloephorinae.

## Soorten
- M. metachryseis Hampson, 1912